# Józef I Jan Liechtenstein
Józef I Jan Liechtenstein, właśc. Josef Johann Adam von Liechtenstein (ur. 27 maja 1690 w Wiedniu, zm. 17 grudnia 1732 w Valticach) – książę Liechtensteinu w latach 1721-1732, tytularny książę karniowski i opawski, hrabia Rietbergu.

## Życiorys
Józef Jan Adam przyszedł na świat 27 maja 1690 roku w Wiedniu jako syn księcia Antoniego Floriana i jego żony Eleonory Barbary von Thun-Hohenstein. 
W 1708 roku udał się do Barcelony w imieniu Karola VI, do jego oblubienicy Elżbietą Christine von Braunschweig. Następnie u boku księcia Marlborough brał udział w wojnie o sukcesję hiszpańską. W 1712 został mianowany szambelanem cesarskim, a w 1713 reprezentował cesarza Karola VI w Parlamencie Morawskim. Oznaką dużego zaufania do księcia ze strony Wiednia było powołanie go w 1723 roku do Tajnej Rady Cesarskiej. 11 października 1721 roku zmarł Antoni Florian. Po objęciu władzy nad Domem Książęcym Józef Jan wycofał się nieco z życia politycznego i angażował się głównie w wewnętrzne sprawy rodziny. Udało mu się naprawić sytuację finansową rodziny oraz ostatecznie zażegnać konflikty wśród krewnych powstałe po sporze między Antonim Florianem a Janem Adamem I.
Swoją pierwszą żonę Gabrielę von Liechtenstein (córkę Jana Adama I) poślubił 1 grudnia 1712 roku, jednak po niespełna roku 8 listopada 1713 roku księżna zmarła. Z ich związku urodził się jeden syn – Karol Antoni, jednak zmarł w wieku dwóch lat.
3 lutego 1716 roku ożenił się ponownie z Marią Anną von Thun und Hohenstein i zaledwie po 20 dniach małżeństwa ponownie owdowiał, nie doczekując się potomków.
Po raz trzeci wziął ślub 3 sierpnia 1716 roku z Marią Anną von Oettingen-Spielberg, która zmarła 15 kwietnia 1729 roku. Z tego małżeństwa urodziło się troje dzieci:
- książę Józef Antoni (1720-1723)
- księżniczka Maria Teresa (1721-1753)
- książę Jan Nepomucen Karol (1724-1748) – książę Liechtensteinu w latach 1732-1748.

Ostatnią, czwartą żoną Józefa I Jana była Maria Anna von Kottulinsky, którą poślubił 22 sierpnia 1729 roku. Z tego małżeństwa na świat nie przyszedł żaden potomek.
Józef I Jan zmarł 17 grudnia 1732 na zamku Feldsberg w Valticach w wieku 42 lat, przekazując władzę nieletniemu synowi – Janowi Nepomucenowi Karolowi. Z racji jego młodego wieku rządy regencyjne sprawował kuzyn Józefa Jana Adama – Józef Wacław I. Był jedynym księciem, który posiadał więcej niż jedną małżonkę podczas swojego panowania.